# Бодров, Сергей Яковлевич
Сергей Яковлевич Бодров (15 [28] января 1905, Ступино, Тульская губерния — 28 ноября 1960, Москва) — конструктор вооружений, организатор советского ракетостроения, директор НИИ-1 (Научно-исследовательского института пороховых реактивных снарядов) (1952—1960), генерал-майор инженерно-технической службы (1943).

## Биография
Родился в д. Ступино (ныне — село в Ефремовском районе Тульской области). В юности — комсомольский активист в с. Спас-Конино.
Студент военно-механического факультета Ленинградского машиностроительного института (ЛМСИ) - отраслевого вуза Ленинградского политехнического института. В связи с реформой высшего образования факультет был преобразован в Ленинградский военно-механический институт. Приказом №61 директора института Евдокимова от 26 марта 1932 года С.Я. Бодров переведен на третий курс ЛВМИ. (ЦА СПбПУ, ф. 3121, оп. 76, д. 51 л. 209-212). Окончил Ленинградский военно-механический институт (1935), был направлен на завод № 42 им. Масленникова (Куйбышев).
С 1937 г. директор завода № 10 им. Дзержинского в г. Молотов (Пермь). С 1942 г. начальник 2-го Главного управления Наркомата боеприпасов. С 1946 по май 1951 г. заместитель министра сельхозмашиностроения и начальник 6-го Главного управления министерства. С 1951 г. доцент, заведующий кафедрой «Проектирование боеприпасов» МВТУ им. Баумана.
С 28 мая 1952 директор Научно-исследовательского института пороховых реактивных снарядов — НИИ-1 (в 1966 переименован в Московский институт теплотехники (МИТ)).
Под его руководством разрабатывались реактивные снаряды, системы залпового огня, неуправляемые авиационные реактивные снаряды для поражения как воздушных, так и наземных целей, реактивное противолодочное вооружение флота, твердое ракетное топливо. При нём с НИИ-1 сотрудничали и в качестве консультантов работали конструкторы ракет С. П. Королёв, П. Д. Грушин, Л. В. Люльев.
С 19 ноября 1960 г. на пенсии по состоянию здоровья.
Кандидат технических наук (1952). Генерал-майор инженерно-технической службы (1943).
Умер в Москве 28 ноября 1960; похоронен на Пятницком кладбище, участок: 6-1, место 114.
Награждён орденами Ленина (22.05.1939), Трудового Красного Знамени (1942), Отечественной войны 1-й степени (1945), Красной Звезды (1942) и медалями.